# أحمد عماد الدين (لاعب)
أحمد عماد الدين أنديجاني لاعب كرة قدم مالي من مواليد السعودية، يلعب في خط الدفاع.
لعب سابقاً في نادي الفيحاء ونادي أبها ونادي وج ونادي الاتحاد.